# قرار مجلس الأمن التابع للأمم المتحدة رقم 1604
قرار مجلس الأمن التابع للأمم المتحدة 1604، المتخذ بالإجماع في 15 حزيران/يونيو 2005، بعد إعادة التأكيد على جميع القرارات المتعلقة بالحالة في قبرص، ولا سيما القرار 1251 (1999)، مدد المجلس ولاية قوة الأمم المتحدة لحفظ السلام في قبرص حتى 15 ديسمبر 2005.

## القرار

### أعمال
وطلب القرار من الأمين العام أن يقدم تقريراً إلى المجلس عن تنفيذ القرار الحالي، معززاً بذلك جهود القوة لتنفيذ سياسة الاستغلال الجنسي. وحثت الجانب القبرصي التركي على إعادة الوضع العسكري إلى ما كان عليه في ستروفيليا قبل 30 حزيران/يونيو 2000.

## روابط خارجية
- نص القرار في undocs.org